# Lecokia cretica
- Commons
- Wikispecies

Lecokia é um género botânico pertencente à família Apiaceae, cuja única espécie é Lecokia cretica.